# INSA

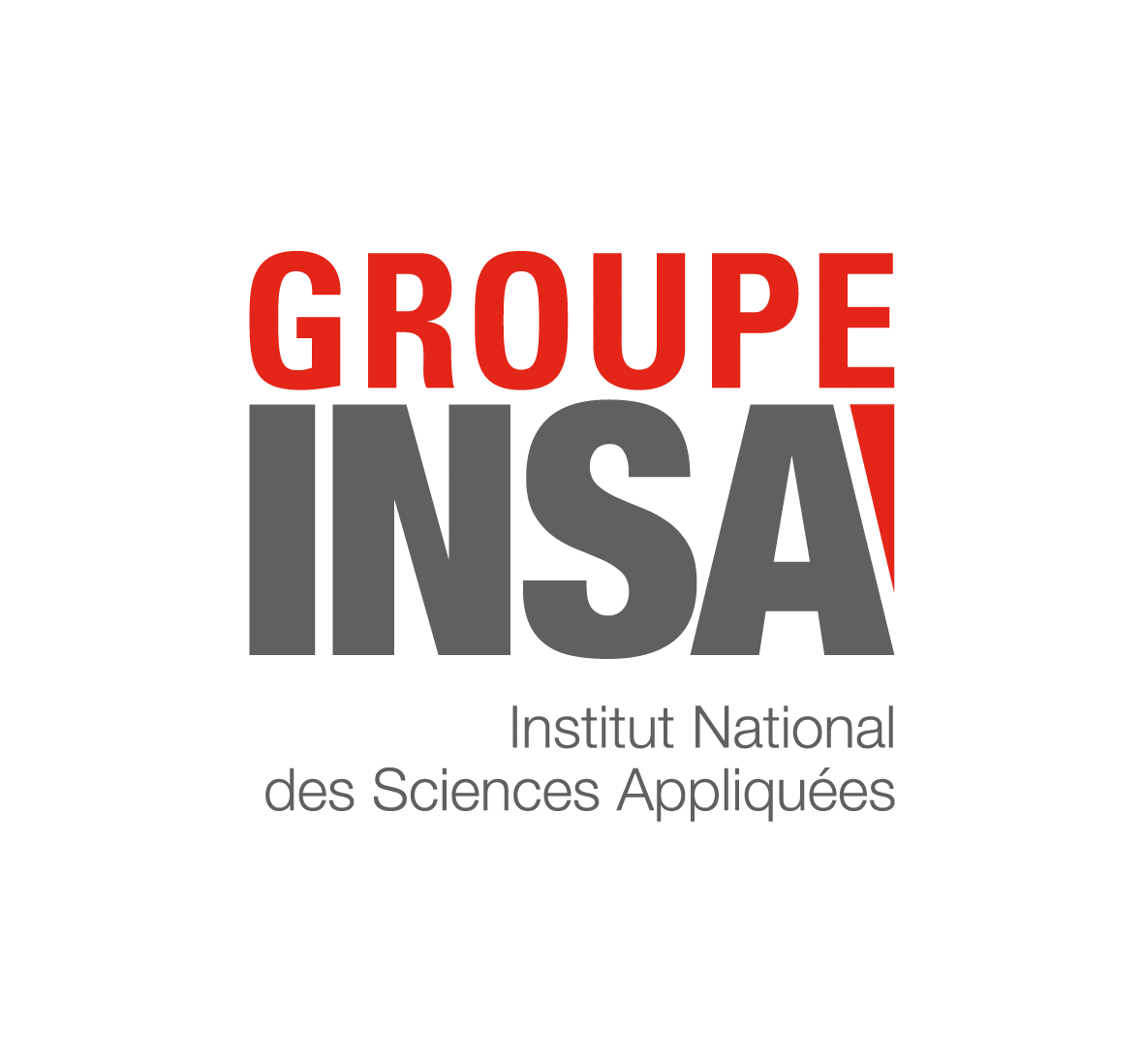

INSA(Institut National des Sciences Appliquées 프랑스국립응용과학원)은 프랑스의 공학계열 그랑제콜 네트워크이다. 이를 구성하는 5개 기관은 리옹, 렌, 루앙, 스트라스부르와 툴루즈에 성트흐발드루아 위치하고 있다.
2012년 기준 각 캠퍼스의 최대 정원은 리옹에 850명, 툴루즈에 365명, 렌에 274명, 스트라스부르에 207명, 그리고 루앙에 306 명이다.
INSA 네트워크의 교육기관들은 교육 철학을 공유하는 동시에 각각 집중적으로 연구하는 분야가 있다.
- INSA 리옹
- INSA 툴루즈
- INSA 렌
- INSA 스트라스부르
- INSA 루앙
- INSA 성트흐발드루아